# Jaap Eden Trofee 2002
32 Jaap Eden Trofee 2002 was een schaatsmarathon. Het is de eenendertigste editie van de Jaap Eden Trofee die werd gehouden op zaterdag 19 oktober 2002 en plaatsvond op de Jaap Edenbaan in Amsterdam. Voor de zevende keer was de Jaap Eden Trofee onderdeel van een KNSB Cup waarbij er punten gehaald konden worden voor het algemeen klassement. De winnaar van de tweeendertigste editie was bij de mannen Yoeri Lissenberg, het zilver was voor Bert Jan van der Veen en het brons voor Peter de Vries. De winnaar van de achttiende editie was bij de vrouwen Jenita Hulzebosch-Smit, het zilver was voor Petra Grimbergen en het brons voor Sandra de Ronde. Er was ook een eerste divisie wedstrijd.

## Podia
| Klasse              | Eerste                 | Tweede               | Derde            |
| ------------------- | ---------------------- | -------------------- | ---------------- |
| Top-divisie mannen  | Yoeri Lissenberg       | Bertjan van der Veen | Peter de Vries   |
| Top-divisie vrouwen | Jenita Hulzebosch-Smit | Petra Grimbergen     | Sandra de Ronde  |
| Eerste divisie      | Jeroen Dunnewind       | Piet de Boer         | Dennis Wennemars |

## Uitslag Top-divisie mannen[1]
| #      | Rijder                | Nationaliteit | Ploeg                 | Ronde | Punten |
| ------ | --------------------- | ------------- | --------------------- | ----- | ------ |
| Goud   | Yoeri Lissenberg      | Nederland     | Bional                | 1     | 30,1   |
| Zilver | Bert Jan van der Veen | Nederland     | Nuon                  | 1     | 26     |
| Brons  | Peter de Vries        | Nederland     | Frisia Financieringen | 1     | 23     |
| 4      | Miel Rozendaal        | Nederland     | TVM                   | 1     | 22     |
| 5      | Cédric Michaud        | Frankrijk     | Nefit HR Ketels       | 1     | 21     |
| 6      | Jan Maarten Heideman  | Nederland     | DSB Bank              | 1     | 20     |
| 7      | Roel van Hest         | Nederland     | Dasia Sport           | 1     | 19     |
| 8      | Frans de Ronde        | Nederland     | Bional                | 1     | 18     |
| 9      | Jeroen de Vries       | Nederland     | Thyssen Krüpp Liften  | 1     | 17     |
| 10     | Koen Lankhaar         | Nederland     | Nuon                  | 1     | 16     |
| 11     | Henk Angenent         | Nederland     | TVM                   | 1     | 15     |
| 12     | Rob van meggelen      | Nederland     | Thyssen Krüpp Liften  | 1     | 14     |
| 13     | Arjan Smit            | Nederland     | Nefit HR Ketels       |       | 8      |
| 14     | René Ruitenberg       | Nederland     | DSB Bank              |       | 7      |
| 15     | Hans van de Wetering  | Nederland     | Nefit HR Ketels       |       | 6      |
| 16     | Martijn Kromkamp      | Nederland     | Hercules Assurantiën  |       | 5      |
| 17     | Martijn van Es        | Nederland     | PGM Bakker Vastgoed   |       | 4      |
| 18     | Ruud Aerts            | Nederland     | Stehmann Sport        |       | 3      |
| 19     | Andrès Landman        | Nederland     | Frisia Financieringen |       | 2      |
| 20     | Ralf Zwitser          | Nederland     | Heembouw              |       | 1      |
| 21     | Thierry Mijsters      | Nederland     | Bional                |       |        |
| 22     | Jochem Janssen        | Nederland     | Stehmann Sport        |       |        |
| 23     | Ard Alderts           | Nederland     | Bional                |       |        |
| 24     | Patrick Schmitz       | Nederland     | Frisia Financieringen |       |        |
| 25     | Arno Winters          | Nederland     | Dasia Sport           |       |        |
| 26     | Rutger ter Laak       | Nederland     |                       |       |        |
| 27     | Arjen Becker          | Nederland     | Seignette             |       |        |
| 28     | Erik Hulzebosch       | Nederland     | Nefit HR Ketels       |       |        |
| 29     | Arjan Mombarg         | Nederland     | ABC Hekwerk           |       |        |
| 30     | Bram Silkema          | Nederland     | Thyssen Krüpp Liften  |       |        |

### Standen na Marathon Cup 1
| Stand Marathon Cup | Stand Marathon Cup    | Stand Marathon Cup | Stand Marathon Cup    | Stand Marathon Cup |
| #                  | Rijder                | Nationaliteit      | Ploeg                 | Punten             |
| ------------------ | --------------------- | ------------------ | --------------------- | ------------------ |
| 1                  | Yoeri Lissenberg      | Nederland          | Bional                | 30,1               |
| 2                  | Bert Jan van der Veen | Nederland          | Nuon                  | 26                 |
| 3                  | Peter de Vries        | Nederland          | Frisia Financieringen | 23                 |
| 4                  | Miel Rozendaal        | Nederland          | TVM                   | 22                 |
| 5                  | Cédric Michaud        | Frankrijk          | Nefit HR Ketels       | 21                 |
| 6                  | Jan Maarten Heideman  | Nederland          | DSB Bank              | 20                 |
| 7                  | Roel van Hest         | Nederland          | Dasia Sport           | 19                 |
| 8                  | Frans de Ronde        | Nederland          | Bional                | 18                 |
| 9                  | Jeroen de Vries       | Nederland          | Thyssen Krüpp Liften  | 17                 |
| 10                 | Koen Lankhaar         | Nederland          | Nuon                  | 16                 |
| 11                 | Henk Angenent         | Nederland          | TVM                   | 15                 |
| 12                 | Rob van meggelen      | Nederland          | Thyssen Krüpp Liften  | 14                 |
| 13                 | Arjan Smit            | Nederland          | Nefit HR Ketels       | 8                  |
| 14                 | René Ruitenberg       | Nederland          | DSB Bank              | 7                  |
| 15                 | Hans van de Wetering  | Nederland          | Nefit HR Ketels       | 6                  |
| 16                 | Martijn Kromkamp      | Nederland          | Hercules Assurantiën  | 5                  |
| 17                 | Martijn van Es        | Nederland          | PGM Bakker Vastgoed   | 4                  |
| 18                 | Ruud Aerts            | Nederland          | Stehmann Sport        | 3                  |
| 19                 | Andrès Landman        | Nederland          | Frisia Financieringen | 2                  |
| 20                 | Ralf Zwitser          | Nederland          | Heembouw              | 1                  |

## Eerste divisie vrouwen[2]
| #      | Rijder                 | Nationaliteit | Ploeg                   | Ronde | Punten |
| ------ | ---------------------- | ------------- | ----------------------- | ----- | ------ |
| Goud   | Jenita Hulzebosch-Smit | Nederland     | DSB Bank                |       | 25,1   |
| Zilver | Petra Grimbergen       | Nederland     | Frisia                  |       | 21     |
| Brons  | Sandra de Ronde        | Nederland     | Heembouw                |       | 18     |
| 4      | Daniëlle Bekkering     | Nederland     | DSB Bank                |       | 17     |
| 5      | Linda Verdouw          | Nederland     | Frisia Financieringen   |       | 16     |
| 6      | Lieke Splinter         | Nederland     | Frisia Financieringen   |       | 15     |
| 7      | Hillie van der Wal     | Nederland     | Bouw Consulting Twente  |       | 14     |
| 8      | Yasmin van Benthem     | Nederland     | Bouw Consulting Twente  |       | 13     |
| 9      | Miranda van der Haring | Nederland     | Frisia                  |       | 12     |
| 10     | Jolanda Langeland      | Nederland     | Nicolai-Lourens & Tabak |       | 11     |
| 11     | Marjanne Smit          | Nederland     | Nefit HR Ketels         |       | 10     |
| 12     | Laura Kamminga         | Nederland     | Bouw Consulting Twente  |       | 9      |
| 13     | Kathalijne Oudhoff     | Nederland     |                         |       | 8      |
| 14     | Maria Sterk            | Nederland     | Vinsk-Brabant Deur      |       | 7      |
| 15     | Annelies Passchier     | Nederland     | Vinsk-Brabant Deur      |       | 6      |
| 16     | Kim Wiggeman           | Nederland     | Seignette               |       | 5      |
| 17     | Kim Wiggeman           | Nederland     | Enkhuizer Almanak       |       | 4      |
| 18     | Marie-Christine Plat   | Nederland     | DSB Bank                |       | 3      |
| 19     | Bianca Duursma         | Nederland     | Enkhuizer Almanak       |       | 2      |
| 20     | Karin Bakker           | Nederland     | Viks Parket             |       | 1      |
| 21     | Marion Borst           | Nederland     | B&S Day-Trading         |       |        |
| 22     | Eline Kuin             | Nederland     | Heembouw                |       |        |
| 23     | Wendy Vergeer          | Nederland     | Heembouw                |       |        |
| 24     | Leontien Goesinnen     | Nederland     | Vinsk-Brabant Deur      |       |        |
| 25     | Marleen Elstgeest      | Nederland     | Le Gourmand             |       |        |
| 26     | Andrea Sikkema         | Nederland     | Schutte Dakpanplaat     |       |        |
| 27     | Henny Borst-Bok        | Nederland     | B&S Day-Trading         |       |        |
| 28     | Margreet Merbis        | Nederland     | Kroese-Stekelenburg     |       |        |
| 29     | Kitty Meeth            | Nederland     | DSB Bank                |       |        |
| 30     | Esther Pennings        | Nederland     | Enkhuizer Almanak       |       |        |

### Standen na Marathon Cup 1
| Stand Marathon Cup | Stand Marathon Cup     | Stand Marathon Cup | Stand Marathon Cup      | Stand Marathon Cup |
| #                  | Rijder                 | Nationaliteit      | Ploeg                   | Punten             |
| ------------------ | ---------------------- | ------------------ | ----------------------- | ------------------ |
| 1                  | Jenita Hulzebosch-Smit | Nederland          | DSB Bank                | 25,1               |
| 2                  | Petra Grimbergen       | Nederland          | Frisia                  | 21                 |
| 3                  | Sandra de Ronde        | Nederland          | Heembouw                | 18                 |
| 4                  | Daniëlle Bekkering     | Nederland          | DSB Bank                | 17                 |
| 5                  | Linda Verdouw          | Nederland          | Frisia Financieringen   | 16                 |
| 6                  | Lieke Splinter         | Nederland          | Frisia Financieringen   | 15                 |
| 7                  | Hillie van der Wal     | Nederland          | Bouw Consulting Twente  | 14                 |
| 8                  | Yasmin van Benthem     | Nederland          | Bouw Consulting Twente  | 13                 |
| 9                  | Miranda van der Haring | Nederland          | Frisia                  | 12                 |
| 10                 | Jolanda Langeland      | Nederland          | Nicolai-Lourens & Tabak | 11                 |
| 11                 | Marjanne Smit          | Nederland          | Nefit HR Ketels         | 10                 |
| 12                 | Laura Kamminga         | Nederland          | Bouw Consulting Twente  | 9                  |
| 13                 | Kathalijne Oudhoff     | Nederland          |                         | 8                  |
| 14                 | Maria Sterk            | Nederland          | Vinsk-Brabant Deur      | 7                  |
| 15                 | Annelies Passchier     | Nederland          | Vinsk-Brabant Deur      | 6                  |
| 16                 | Kim Wiggeman           | Nederland          | Seignette               | 5                  |
| 17                 | Kim Wiggeman           | Nederland          | Enkhuizer Almanak       | 4                  |
| 18                 | Marie-Christine Plat   | Nederland          | DSB Bank                | 3                  |
| 19                 | Bianca Duursma         | Nederland          | Enkhuizer Almanak       | 2                  |
| 20                 | Karin Bakker           | Nederland          | Viks Parket             | 1                  |

## Eerste divisie[3]
| #      | Rijder                | Nationaliteit | Ploeg                      | Ronde | Punten |
| ------ | --------------------- | ------------- | -------------------------- | ----- | ------ |
| Goud   | Jeroen Dunnewind      | Nederland     | Dasia Sport                |       | 25,1   |
| Zilver | Piet de Boer          | Nederland     |                            |       | 21     |
| Brons  | Dennis Wennemars      | Nederland     | Wegbeveiliging Staphorst   |       | 18     |
| 4      | Ewout Nijgh           | Nederland     | Grimbergen Noordermeer     |       | 17     |
| 5      | Frank Verheijen       | Nederland     | Viks Parket                |       | 16     |
| 6      | Joost Vink            | Nederland     | K.G. Van Vliet Handelsmij. |       | 15     |
| 7      | Duncan Leistra        | Nederland     | Mulderij & Partners        |       | 14     |
| 8      | Bas Mutsaers          | Nederland     | VanderHelm Beheer          |       | 13     |
| 9      | Geert Plender         | Nederland     |                            |       | 12     |
| 10     | Christian Baerends    | Nederland     | Brun.nl Heumen             |       | 11     |
| 11     | Nardus Bosma          | Nederland     |                            |       | 10     |
| 12     | Helmuth van den Brink | Nederland     |                            |       | 9      |
| 13     | Han Donderwinkel      | Nederland     | Free-wheel                 |       | 8      |
| 14     | André Withaar         | Nederland     | Löwik Meubelen             |       | 7      |
| 15     | Tom van de Belt       | Nederland     | Brun.nl Heumen             |       | 6      |
| 16     | Roy Polmans           | Nederland     |                            |       | 5      |
| 17     | Aaldert Jan Hoen      | Nederland     |                            |       | 4      |
| 18     | Johan Boonstra        | Nederland     |                            |       | 3      |
| 19     | Erik-Jan Spijkerman   | Nederland     |                            |       | 2      |
| 20     | Hans Hoefman          | Nederland     |                            |       | 1      |
| 21     | Laurens Achterkamp    | Nederland     |                            |       |        |
| 22     | Martin Dekker         | Nederland     |                            |       |        |
| 23     | Frans van Winden      | Nederland     |                            |       |        |
| 24     | Nico Wierstra         | Nederland     |                            |       |        |
| 25     | Rob Hadders           | Nederland     |                            |       |        |
| 26     | Stefan Boezelman      | Nederland     |                            |       |        |
| 27     | Richard Sijm          | Nederland     | Viks Parket                |       |        |
| 28     | Robert Bodewes        | Nederland     |                            |       |        |
| 29     | Ted Ooijevaar         | Nederland     |                            |       |        |
| 30     | Jos Dohle             | Nederland     |                            |       |        |

### Standen na Marathon Cup 1
| Stand Marathon Cup | Stand Marathon Cup    | Stand Marathon Cup | Stand Marathon Cup         | Stand Marathon Cup |        |
| #                  | Rijder                | Nationaliteit      | Ploeg                      | Punten             | Punten |
| ------------------ | --------------------- | ------------------ | -------------------------- | ------------------ | ------ |
| Goud               | Jeroen Dunnewind      | Nederland          | Dasia Sport                |                    | 25,1   |
| Zilver             | Piet de Boer          | Nederland          |                            |                    | 21     |
| Brons              | Dennis Wennemars      | Nederland          | Wegbeveiliging Staphorst   |                    | 18     |
| 4                  | Ewout Nijgh           | Nederland          | Grimbergen Noordermeer     |                    | 17     |
| 5                  | Frank Verheijen       | Nederland          | Viks Parket                |                    | 16     |
| 6                  | Joost Vink            | Nederland          | K.G. Van Vliet Handelsmij. |                    | 15     |
| 7                  | Duncan Leistra        | Nederland          | Mulderij & Partners        |                    | 14     |
| 8                  | Bas Mutsaers          | Nederland          | VanderHelm Beheer          |                    | 13     |
| 9                  | Geert Plender         | Nederland          |                            |                    | 12     |
| 10                 | Christian Baerends    | Nederland          | Brun.nl Heumen             |                    | 11     |
| 11                 | Nardus Bosma          | Nederland          |                            |                    | 10     |
| 12                 | Helmuth van den Brink | Nederland          |                            |                    | 9      |
| 13                 | Han Donderwinkel      | Nederland          | Free-wheel                 |                    | 8      |
| 14                 | André Withaar         | Nederland          | Löwik Meubelen             |                    | 7      |
| 15                 | Tom van de Belt       | Nederland          | Brun.nl Heumen             |                    | 6      |
| 16                 | Roy Polmans           | Nederland          |                            |                    | 5      |
| 17                 | Aaldert Jan Hoen      | Nederland          |                            |                    | 4      |
| 18                 | Johan Boonstra        | Nederland          |                            |                    | 3      |
| 19                 | Erik-Jan Spijkerman   | Nederland          |                            |                    | 2      |
| 20                 | Hans Hoefman          | Nederland          |                            |                    | 1      |

1971 · 
1972 · 
1973 ·
1974 · 
1975 · 
1976 · 
1977 · 
1978 · 
1979 · 
1980 · 
1981 · 
1982 · 
1983 · 
1984 · 
1985 · 
1986 · 
1987 · 
1988 · 
1989 · 
1990 · 
1991 · 
1992 · 
1993 · 
1994 · 
1995 · 
1996 · 
1997 · 
1998 · 
1999 · 
2000 · 
2001 · 
2002 · 
2003 · 
2004 · 
2005 · 
2006 · 
2007 · 
2008 · 
2009 · 
2010 · 
2011 · 
2012 · 
2013 · 
2014 · 
2015 · 
2016 · 
2017 · 
2018 · 
2019 · 
2020 ·  
2021 · 
2022 · 
2023 · 
2024